# Франклін (Нью-Джерсі)
Франклін (англ. Franklin) — місто (англ. borough) в США, в окрузі Сассекс штату Нью-Джерсі. Населення — 4912 особи (2020).

## Географія
Франклін розташований за координатами 41°6′32″ пн. ш. 74°35′19″ зх. д. / 41.10889° пн. ш. 74.58861° зх. д. (41.108997, -74.588641).  За даними Бюро перепису населення США в 2010 році місто мало площу 11,84 км², з яких 11,65 км² — суходіл та 0,19 км² — водойми.

## Демографія
Згідно з переписом 2010 року, у селищі мешкало 5045 осіб у 1936 домогосподарствах у складі 1316 родин. Було 2136 помешкань
Расовий склад населення:
| - 92,2 % — білих - 2,2 % — чорних або афроамериканців - 1,7 % — азіатів - 0,3 % — корінних американців - 1,2 % — осіб інших рас |

До двох чи більше рас належало 2,4 %. Частка іспаномовних становила 7,8 % від усіх жителів.
За віковим діапазоном населення розподілялося таким чином: 22,2 % — особи молодші 18 років, 64,7 % — особи у віці 18—64 років, 13,1 % — особи у віці 65 років та старші. Медіана віку мешканця становила 41,3 року. На 100 осіб жіночої статі у селищі припадало 94,0 чоловіків;  на 100 жінок у віці від 18 років та старших — 93,1 чоловіків також старших 18 років.
Середній дохід на одне домашнє господарство  становив 67 865 доларів США (медіана — 57 599), а середній дохід на одну сім'ю — 79 237 доларів (медіана — 70 938). Медіана доходів становила 54 474 долари для чоловіків та 39 535 доларів для жінок. За межею бідності перебувало 8,9 % осіб, у тому числі 8,1 % дітей у віці до 18 років та 8,7 % осіб у віці 65 років та старших.
Цивільне працевлаштоване населення становило 2492 особи. Основні галузі зайнятості: освіта, охорона здоров'я та соціальна допомога — 21,9 %, роздрібна торгівля — 16,8 %, виробництво — 10,7 %, будівництво — 9,4 %.